# Platinovec
Platinovec este o localitate din comuna Šmarje pri Jelšah, Slovenia, cu o populație de 96 de locuitori.